# Oleg Gazmanov
Oleg Mikhaïlovitch Gazmanov (en russe : Олег Михайлович Газманов) est un chanteur de variétés soviétique, puis russe, né le 22 juillet 1951 à Goussev, une ville de l'oblast de Kaliningrad spécialisé dans les chansons patriotiques et nationalistes, ainsi que dans les chansons qui couvrent des thèmes pop plus conventionnels. Gazmanov est le leader du groupe pop Escadron (Эскадрон). Ses chansons ont été reprises par d'autres dans le style de la chanson russe, comme Mikhaïl Choufoutinski. Il est également candidat au Maître des sports de l'URSS en gymnastique et est bien connu pour ses acrobaties réalisées lors de spectacles en direct, notamment au début de sa carrière musicale au début des années 1990.
Leader du groupe de pop Escadron (Эскадрон) comprenant Valentin Lezov (guitare basse), Yuri Babichev (percussions), Dmitry Andrianov (guitare) et Andreï Gorenko (clavier), il se produit également seul.
Compositeur, interprète mais également poète, il a reçu de nombreuses distinctions dans son pays : consacré artiste émérite en 1995, puis artiste du peuple de Russie, il a reçu le Ordre de l'Honneur en 2006 et l'ordre du Mérite pour la Patrie en 2012.
Membre de Russie unie.
Le 18 mars 2022, Gazmanov a chanté lors du rassemblement de Vladimir Poutine à Moscou célébrant l'annexion de la Crimée par la fédération de Russie à l'Ukraine et justifiant l'invasion russe de l'Ukraine en 2022.

## Vie privée
Le père de Gazmanov était biélorusse et sa mère était une juive, mais lui-même se sent russe. Il s'est marié deux fois et a trois enfants, son fils Rodion, son beau-fils Philippe et sa fille Marianna.

## Sanctions
En juillet 2014, Gazmanov s'est vu interdire d'entrer en Lettonie par le ministre letton des Affaires étrangères Edgars Rinkēvičs, prétendument "par des paroles et des actions ayant contribué à porter atteinte à la souveraineté et à l'intégrité territoriale de l'Ukraine".
Commentant la décision du ministre letton des Affaires étrangères, Gazmanov a déclaré : "Ce geste juste avant l'ouverture du festival New Wave à Jurmala met en danger l'ensemble des relations culturelles et économiques entre nos pays".
En août 2015, le Service de sécurité ukrainien a placé Gazmanov sur la liste des artistes dont l'activité constituait une menace pour la sécurité nationale de l'Ukraine,.
En août 2016, le gouvernement lituanien a également refusé son entrée en Lituanie à l'aéroport de Vilnius.
En février 2023, le Canada a sanctionné Oleg Gazmanov pour son implication dans la propagande russe et la diffusion d'informations allant dans le narratif russe concernant la guerre de 2022 en Ukraine.

## Discographie
- 1991 — « Эскадрон »
- 1993 — « Морячка »
- 1994 — « Загулял »
- 1996 — « Бродяга »
- 1996 — « Москва. Лучшие песни »
- 1997 — « Эскадрон моих песен шальных… »
- 1998 — « Красная книга »
- 2000 — « Из века в век. Избранное »
- 2002 — « Первый раунд — 50! »
- 2003 — « Мои ясные дни »
- 2004 — « Господа Офицеры — 10 лет »
- 2005 — « Сделан в СССР »
- 2006 — « Лучшие песни »
- 2008 — « Семь футов под килем »
- 2011 — « Песни в подарок Вам »